# 前田勝久
前田 勝久（まえだ かつひさ、1970年7月22日 - ）は大阪府出身のオフィスキイワード所属のフリーアナウンサー・気象予報士。

## 活動内容
TV
- しまもとプラザ(高槻ケーブルネットワーク　現:J:COM 高槻）
- とうばんじゃん!(BANBAN-TV)
- ゆく年くる年(BANBAN-TV)
- 全国高校野球兵庫・奈良大会(後者、概ね2回戦まで)、実況(BANBAN-TV、ならせぐ(奈良テレビワンセグ)・KCNファミリーチャンネル)
- BANBAN-TV杯争奪バレーボール大会、実況(BANBAN-TV)
- 第1回奈良オープンゴルフ選手権、実況(奈良テレビ)
- 奈良マラソン、実況[1](KCNファミリーチャンネル放送(主に午後)分(奈良テレビと共同制作)、インターネット配信)
- 市町村対抗子ども駅伝大会、実況(奈良テレビ、KCNファミリーチャンネル)
- 教育ウィークリーリポート(びわ湖放送)
- BBCニュース(びわ湖放送)
- 少年野球兵庫大会（サンテレビ、実況）
- 野菜天国、その他吹替(デジタルプラネット)
- 女子プロ野球中継、実況[2]
- ならナビ（NHK奈良放送局、気象キャスター、2025年3月31日 - ）

以下はいずれも、気象キャスター（気象予報士）として出演しているサンテレビ制作の報道・情報番組。
- ニュース・シグナル
- NEWS PORT
- ひるカフェ（2013年9月27日の最終回まで出演）
- 2時コレ!しっとぉ!?（2013年10月4日 - 2016年3月25日）
- 情報スタジアム 4時!キャッチ
- キャッチ+（2021年4月1日 - 2025年3月28日）

ラジオ
- OBCニュース(ラジオ大阪)
- ジ・モットサンデー(FM守口)
- とれたて!守口大根(FM守口)
- プロムナード824(FM守口)
- おはようHANAKOです(FM守口)[3]
- ハッピーシティこちらダック探偵団(FMいたみ)
- 全国高校野球滋賀大会、実況(KBS滋賀)
- あさきん(BAN-BANラジオ)

その他
- ナレーション、司会など

CM
- 大塚商会守口支店(FM守口)

## 趣味
プラモデル、ラジコン、TVゲーム、テニス、ゴルフ、ドライブ、パソコン　など